# Вундерлих, Пауль
Пауль Вундерлих (нем. Paul Wunderlich, род. 10 марта 1927 г. Эберсвальде — ум. 6 июня 2010 г. Сен-Пьер-де-Вассоль, Прованс) — немецкий художник, скульптор и график, работавший большей частью как неосюрреалист.

## Жизнь и творчество
Совсем в юном возрасте был мобилизован в немецкую армию, служил при зенитном орудии, затем попал в плен, где находился совсем недолгое время. После окончания гимназии в 1947 году поступает в художественную школу в Гамбурге, где учился по классу «свободная графика». После краткого перерыва в конце 1940-х Пауль возобновляет учёбу в 1950 году, и заканчивает её в 1951. Затем преподаёт технику литографии и гравюры в Высшей школе изящных искусств Гамбурга. В том же году печатает графические работы по Эмилю Нольде (Король и его слуги «Der König und seine Mannen») и в 1952 для Оскара Кокошки серию «Ann Eliza Reed» из 11 литографий. На полученный гонорар художник проводит 3 месяца на острове Ибица в Испании. В 1955 году Вундерлих был премирован стипендией Культурного союза немецкой индустрии.
После начальной фазы творчества, выдержанной преимущественно в реалистической манере, приблизительно с 1959 года художник вырабатывает постепенно свою собственную, характерную концепцию. В 1960-е годы он экспериментирует постоянно с различными художественными направлениями, в первую очередь с искусством модерн, имевшем в Германии наименование югендштиль. В 1960 году по приказу гамбургской прокуратуры были конфискованы его литографии из серии «qui s’explique» («за неприличное содержание»). В 1985 они все были возвращены художнику без каких-либо разъяснений. В 1961 году Вундерлих удостаивается «Молодёжной премии в области искусства», что позволяет ему переехать в Париж и работать в этом городе. С 1962 он впервые получает возможность жить за счёт покупаемых его художественных произведений. В 1963 году Вундерлих возвращается в Гамбург и до 1968 года он там — профессор Высшей школы изящных искусств. В 1969 он начинает — под влиянием творчества Сальвадора Дали — работать над созданием скульптур из бронзы в сюрреалистическом духе. В 1970 году он выпускает серию литографий по мотивам произведений А. Дюрера, которые перерабатывает как сюрреалист.
С 1981 года художник — член-корреспондент французской Академии изящных искусств. Кроме немецких, был награждён рядом международных премий в области искусства (M.-S. Collins-Preis für Lithografie, Philadelphia (USA) в 1962, Japan Cultural Forum Award, Tokio (Japan)в 1964, Premio Marzotto, Valdagno, Vicenza (Italien) в 1967). Участник выставки современного искусства documenta III в Касселе в 1964. Выставки работ П.Вундерлиха проходили в США, Франции, Японии, Бельгии и др.
Пауль Вундерлих был с 1971 года женат на немецкой художнице-фотографе Карин Шекесси. Со своей супругой он выполнил несколько совместных художественных проектов. В его родном городе Эберсвальде открыт музей, посвящённый творчеству мастера (Paul-Wunderlich-Haus).

## Галерея

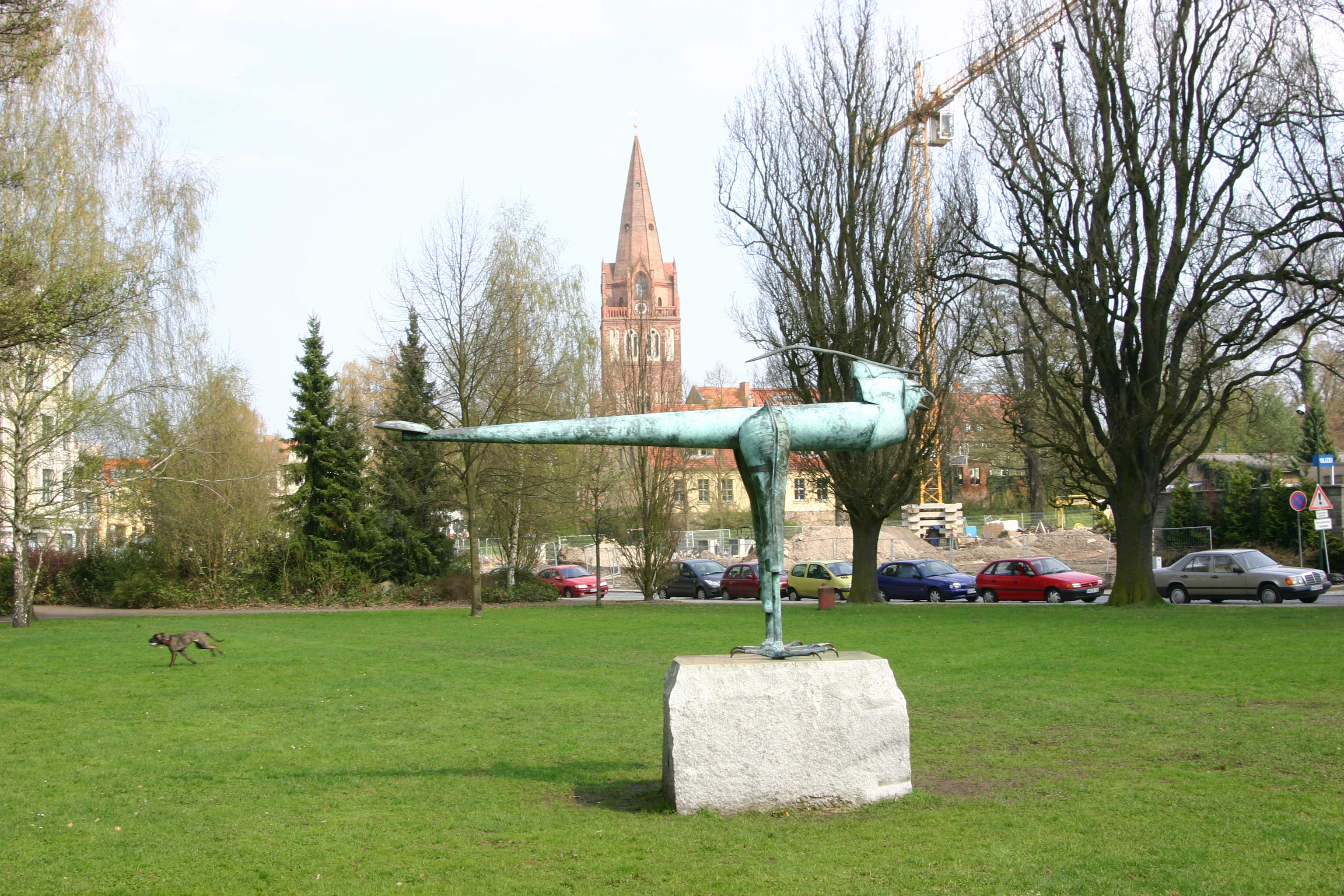
Птица
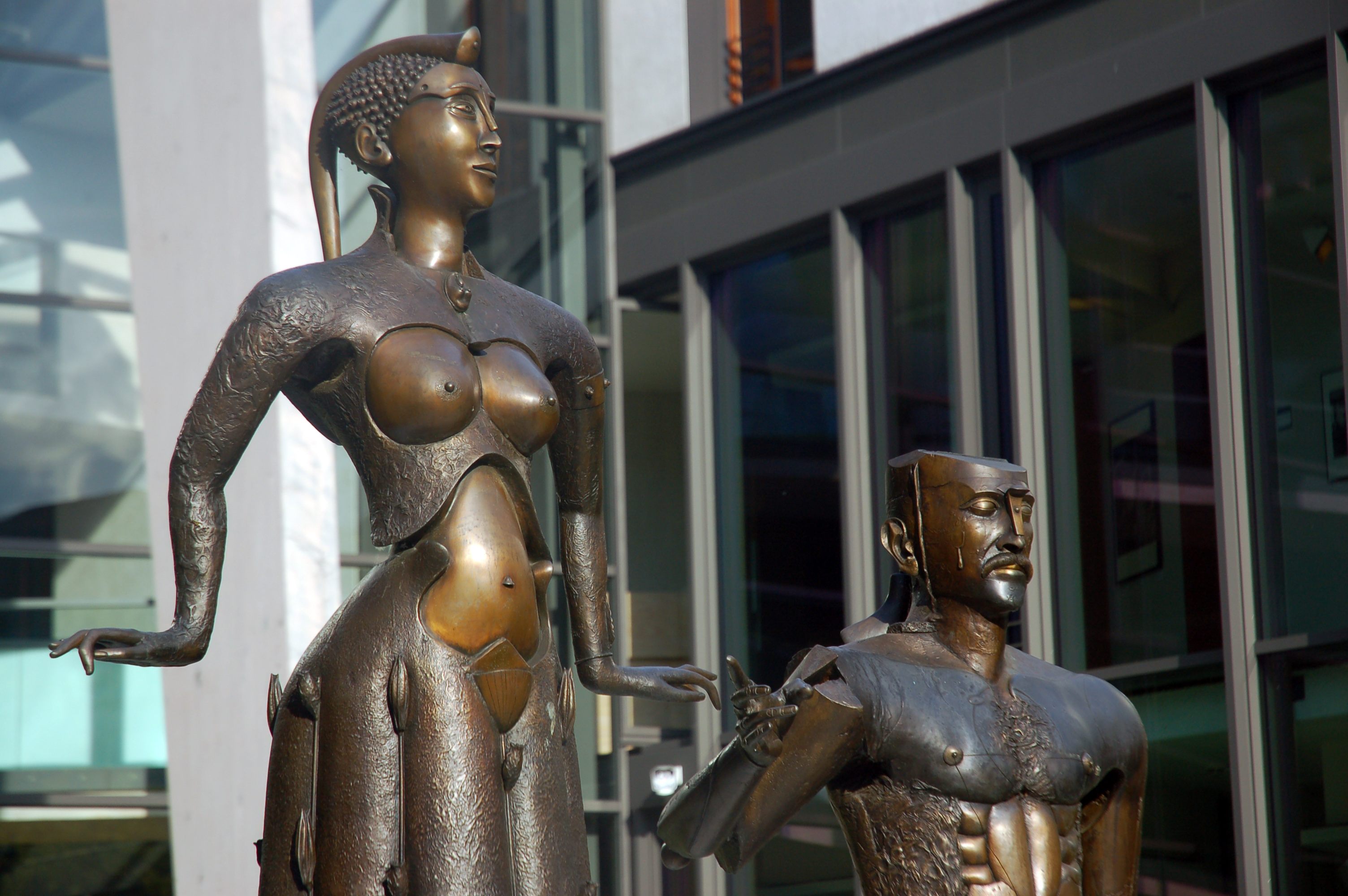
Бронзовая пара в Барниме